# Marjorie Housepian Dobkin
Marjorie Anais Housepian Dobkin (en armenio: Մարջըրի Հուսեփյան-Դոբկին; 21 de noviembre de 1922 - 8 de febrero de 2013) fue una profesora y escritora estadounidense. Sus libros incluyen la novela de 1957 A Houseful of Love (Una casa llena de amor, un superventa en las listas del New York Times y del New York Herald Tribune) y la historia de 1971 Smyrna 1922: The Destruction of a City (Esmirna 1922: La destrucción de un ciudad).
Nació en Nueva York en 1922 de padres refugiados armenios. Su nacimiento fue pocos meses después de la muerte de su abuelo, asesinado por un soldado turco en Esmirna durante el gran incendio de Esmirna, del que su abuela huyó como refugiada. Asistió a Barnard College y se graduó en 1944. Fue profesora de literatura y escritura creativa de 1957 a 1993, y Decana Asociada de Estudios en Barnard de 1976 a 1993. También dictó clases en la Universidad de Columbia.
Recibió el Premio Anania Shirakatsi de la Academia de Ciencias de Armenia Soviética. y un doctorado honorario de Wilson College.

## Carrera académica
- 1957–1988: Instructor en inglés en Barnard College
- 1976–1993: Decano Asociado de Estudios
- 1988–1993: Profesora de inglés

## Obras
- A Houseful of Love (Random House, 1957)
- The Smyrna Affair (edición estadounidense por Harcourt Brace Jovanovich, 1971; actualmente publicado por Newmark Press como Smyrna 1922: The Destruction of a City)
- Smyrna 1922 (edición británica por Faber and Faber, 1972)
- "The Unremembered Genocide" (artículo en la revista Commentary)
- The Making of a Feminist: Early Journals and Letters of M. Carey Thomas (1977) (Kent State University Press)
- "George Horton and Mark L. Bristol: opposing forces in U.S. foreign policy, 1919-1923" (1983)
- Inside Out (Ivy Books, 1989)